# Ana Katz
Ana Katz (Buenos Aires; 2 de novembre de 1975) és una directora i actriu de cinema i teatre argentina. Ha guanyat premis internacionals amb diferents llargmetratges com El juego de la silla (2002), Una novia errante (Festival de Canes 2007) i Los Marziano. La seva pel·lícula, Mi amiga del parque, va ser presentada en el Fòrum de Coproducció del Festival Internacional de Cinema de Sant Sebastià.
Sueño Florianópolis va rebre el Premi de Coproducció INCAA-ANCINE en 2015.

## Biografia
Es va formar en la Universitat del Cinema, d'on va diplomar amb el títol de Directora Cinematográfica. Durant aquests anys, va dirigir diversos curtmetratges, entre ells, Ojalá corriera viento, que va participar en diversos festivals internacionals. Va estudiar actuació a les escoles de Julio Chávez i Elena Tritek, i va participar en diversos projectes teatrals.
En 1998 va treballar com a assistent de direcció en la pel·lícula Mundo grúa, de Pablo Trapero. El 2002 va acabar el seu primer llargmetratge, El juego de la silla, del qual va ser guionista, directora i actriu. La pel·lícula va obtenir premis en diferents festivals internacionals, entre ells un Esment Especial del Jurat en el de Sant Sebastià. Així mateix va dirigir i va actuar la versió teatral d' El juego de la silla, premiada pel Teatro General San Martín de Buenos Aires.
El 2004 participà com a actriu al llargmetratge Whisky, dirigit per Pablo Stoll i Juan Pablo Rebella. El 2006 va presentar el seu segon llargmetratge, Una novia errante, on també exerceix el paper protagonista al costat de Carlos Portaluppi. La pel·lícula es va exhibir en la secció "Una certa mirada" del Festival de Cannes. En 2011 estrena Los Marziano, amb les actuacions d'Arturo Puig, Guillermo Francella, Mercedes Morán i Rita Cortese.
En 2015 apareix en la pel·lícula espanyola Kiki, el amor se hace, dirigida per Paco León, i el 2016 forma part del repartiment en la coproducció uruguaiana-argentina El candidato.
El 2016 va participar de la comèdia de situació Loco por vos, de Telefe.

## Filmografia
- Merengue (curt, 1995)
- Pantera (curt, 1998)
- Ojalá corriera viento (curt, 1999)
- El juego de la silla (2002)
- Despedida (curt, 2003)
- El fotógrafo (curt, 2005)
- Una novia errante (2006)
- Los Marziano (2011)
- Mi amiga del parque (2015)
- El candidato (2016)
- Sueño Florianópolis (2018)
- Según Roxi (2018)
- El cuaderno de Tomy (2020)
- La muerte de un perro (2020)
- El maestro (com actriu, 2020)

## Premis i distincions
Festival Internacional de Cinema de Sant Sebastià
| Any  | Categoria                               | Pel·lícula           | Resultat   |
| ---- | --------------------------------------- | -------------------- | ---------- |
| 2002 | Premi Made in Spanish - Menció especial | El juego de la silla | Guanyadora |
| 2006 | Premis Cine en Construcción             | Una novia errante    | Guanyadora |

Premis Konex
| Any  | Categoria           | Resultat  |
| ---- | ------------------- | --------- |
| 2021 | Directora de cinema | Guanyador |